# Tebenna bjerkandrella
Tebenna bjerkandrella — вид лускокрилих комах родини хореутид (Choreutidae).

## Поширення
Вид поширений в Європі, Марокко, на Канарах та Мадейрі, в Північній та Середній Азії на схід до Японії. Виявлений також в Південній Африці.

## Опис
Розмах крил 11-14 мм.

## Спосіб життя
Кормовими рослинами личинок є оман верболистий, будяк, дев'ятисил, осот, сухоцвіт та цмин.